# Jägermeister

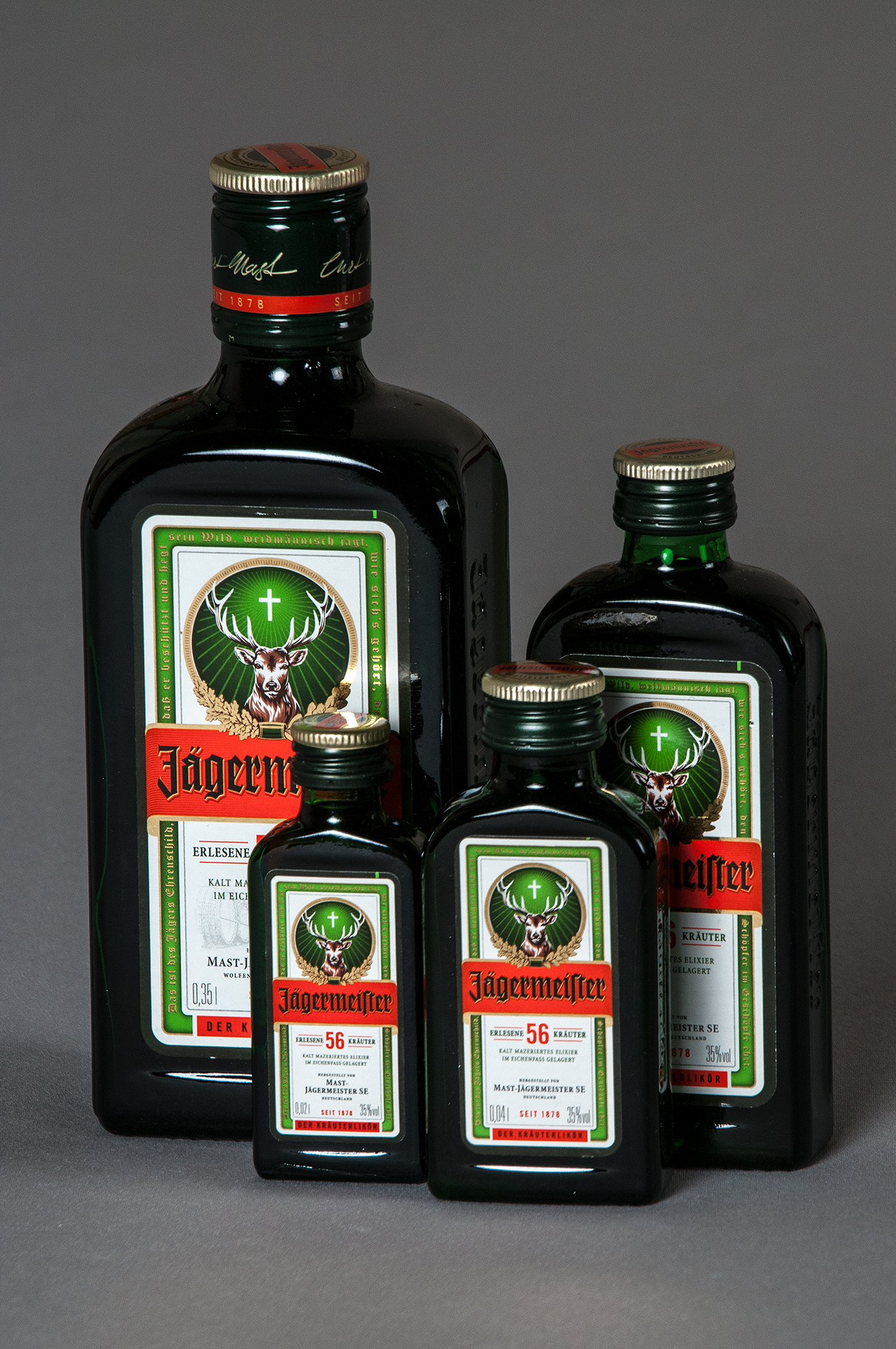
Jägermeisterflaskor i olika storlekar.

Jägermeister, tyska för jägmästare, är ett tyskt likörmärke, tillverkat av Mast-Jägermeister i Wolfenbüttel, Tyskland.
Jägermeister är en tysk örtlikör. Likören innehåller 35 volymprocent alkohol. De 56 örterna som finns i likören är hemliga[källa behövs] och den har, enligt Systembolaget, "en kryddig smak med viss bitterhet, inslag av lakritsrot, torkade örter, kanel, ingefära och pomerans". Den ideala serveringstemperaturen anses vara –18 °C.

## Historia
Jägermeister skapades av Curt Mast (1897–1970) som var son till ättikafabrikanten Wilhelm Mast i Wolfenbüttel. Faderns verksamhet innefattande även vinhandel och hade grundats 1878. När Wilhelm Mast blev sjuk tog Curt Mast över verksamheten 1918. På gatan Grosser Zimmerhof 26 i Wolfenbüttel återfinns bolagets ursprungliga hemvist innan det flyttade till nya lokaler på Jägermeisterstrasse på 1950-talet. Curt Mast startade efterhand sprit- och likörtillverkning. Han experimenterade under flera år innan han 1934 lanserade Jägermeister. Mast var själv jägare och kanske var det turerna med jaktlaget som inspirerade honom till skapandet av likören.

### Jägermeisters symbol
Företagets märke består av en hjort med ett upplyst kors mellan hornen. Märket härrör från en legend om jägarnas skyddshelgon Sankt Hubertus som under en period levde ett liv som jägare i Ardennernas skogar. Under 1400-talet överfördes den förut om Sankt Eustachius berättade legenden, enligt vilken Sankt Hubertus en dag såg ett lysande krucifix mellan hornen på en hjort och bestämde sig då för att viga sitt liv åt Gud.
Till en början användes en genomskinlig flaska innan Mast beslöt att använda sig av en flaska i jägargrönt för att få en koppling till jakt. Den gröna färgen skyddar dessutom likören bättre. Flaskans kantiga form beslöts efter att ha testat olika flaskformer genom att släppa ner dem på golvet för att undersöka hållfastheten. På sidan av etiketten på Jägermeisterflaskan finns följande dikt av Otto von Riesenthal (1848):
| ” | Das ist des Jägers Ehrenschild, Daß er beschützt und hegt sein Wild, Weidmännisch jagt, wie sich’s gehört, Den Schöpfer im Geschöpfe ehrt. | „ |

Översättning:
Det är jägarens adelsmärke,
att han skyddar och vårdar sitt vilt,
jagar som det anstår en jägare,
som ärar Skaparen i det skapade.

### Günter Mast

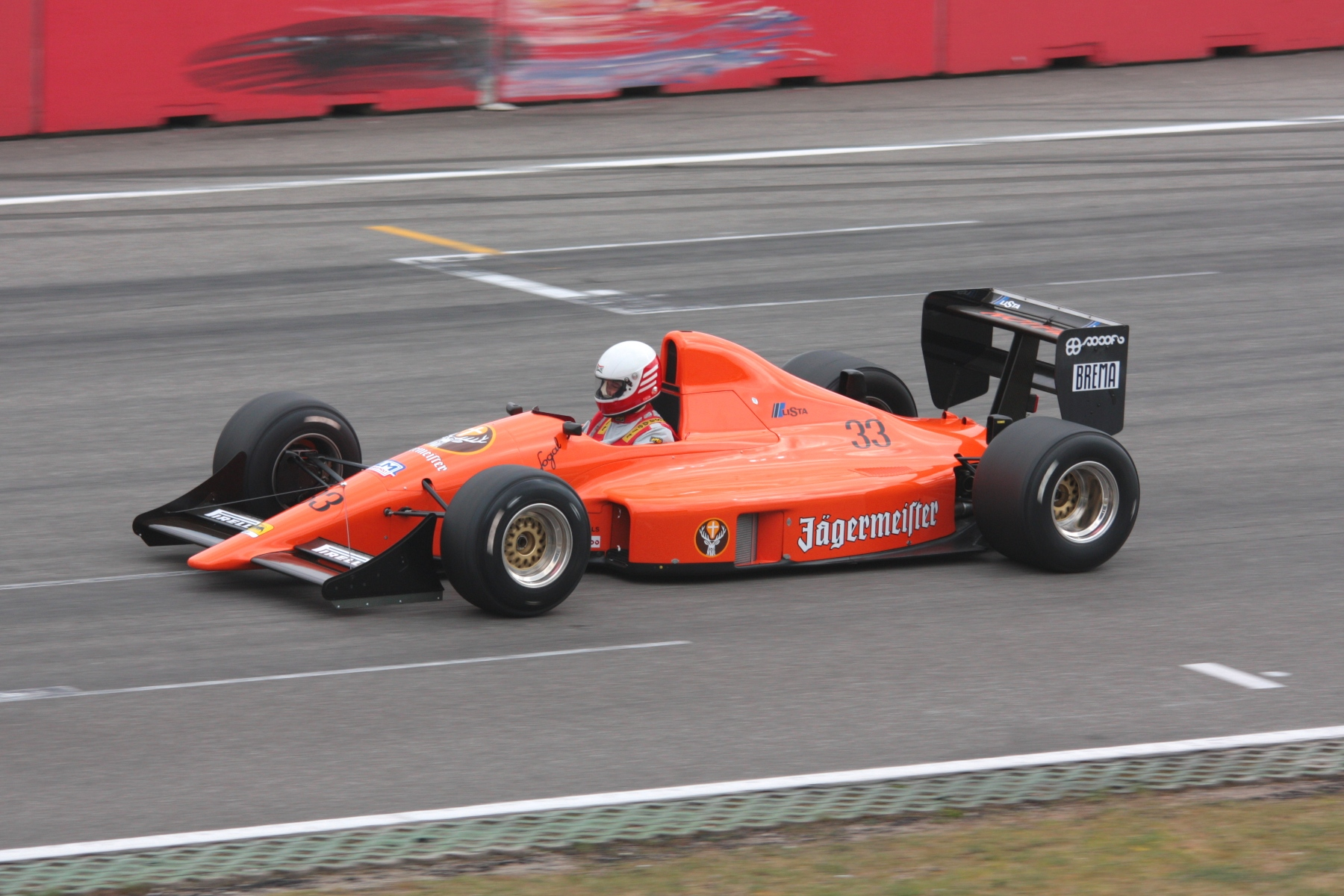
Jägermeister som sponsor inom motorsport.

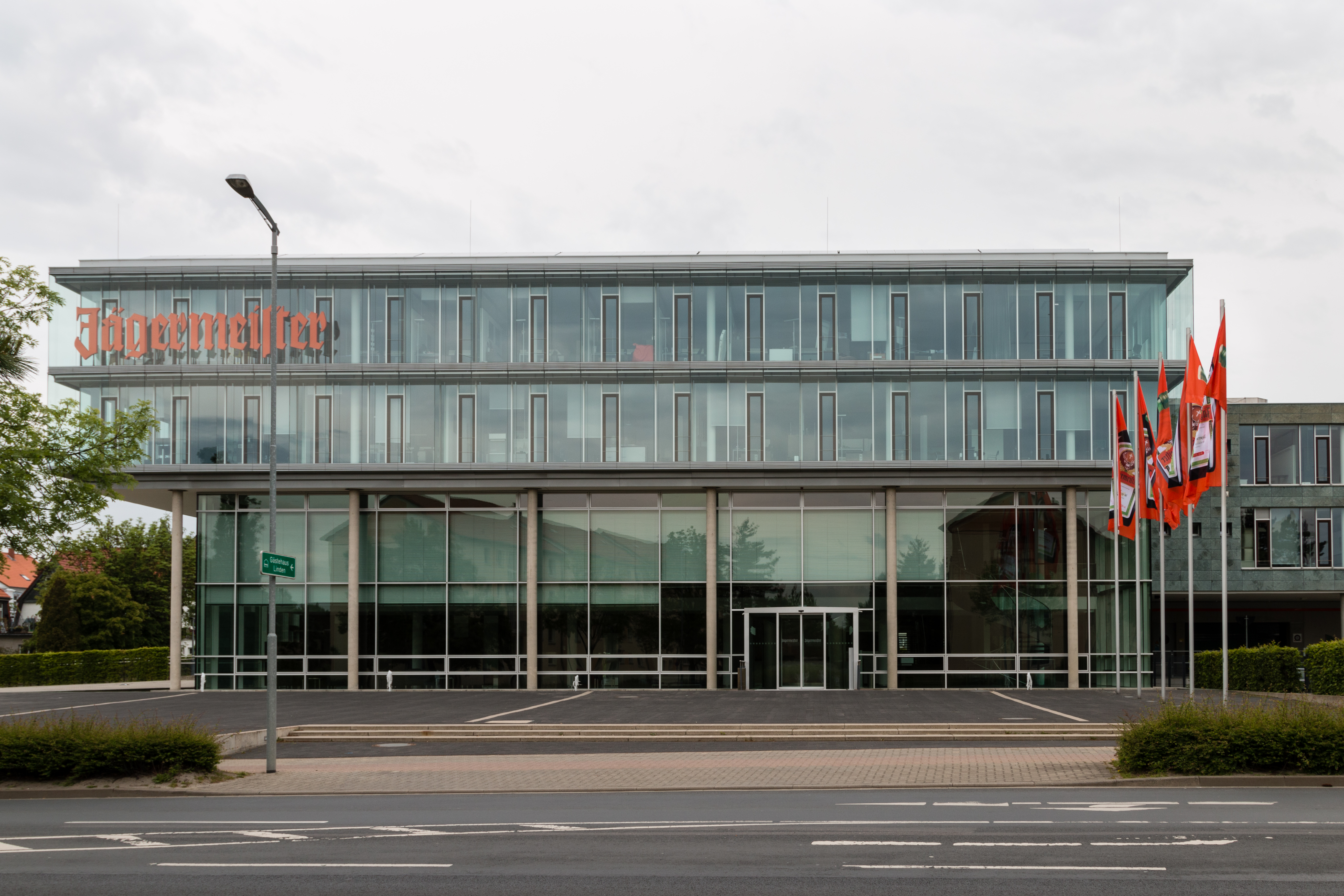
Mast-Jägermeister SE

Günter Mast kom under 45 år att verka i bolaget och var den som gjorde märket spritt över hela världen. Hans driftighet ledde till exportframgångar med de första exportmarknaderna i Danmark, Benelux, Italien och Österrike under 1960-talet. Günter Mast var barnbarn till Wilhelm Mast och brorson till Curt Mast. 1952 började Günter Mast i familjebolaget som han själv aldrig ägde och var präglande figur innan han 1997 lämnade bolaget. 1970 ärvde Annemarie Findel-Mast bolaget av sin far Curt Mast. 2008 överlät hon sin andel till familjemedlemmar. När Annemarie Findel-Mast avled 2010 ärvde hennes son Stefan Findel.
Günter Mast blev känd för sina PR- och reklamkampanjer. Under 1970-talet sponsrade Jägermeister fotbollslaget Eintracht Braunschweig och var bland annat först med tröjreklam i Bundesliga. Günter Mast som satsade stora pengar i klubben hade även planer på att döpa om laget till Jägermeister Braunschweig. Under 1970-talet var man även stor sponsor inom motorsport.

### Framgångar i USA
Hasso Kaempfe tog över ledningen av bolaget efter Günter Mast och inledde en satsning på att modernisera bolagets strukturer och att nå yngre målgrupper. I Tyskland har drycken tidvis däremot haft imagen som en dryck för äldre män och kvinnor. Jägermeister satsade på att sponsra en mängd band och musikfestivaler. Under 2000-talet har Jägermeister firat stora framgångar på USA-marknaden där drycken fått kultstatus och blivit populär bland collegestudenter. Jägermeister satsar stort på reklam där ett promotionteam reser runt. Framgångarna i USA går tillbaka till exiltysken Gunter Seutter som 1973 startade en jazzpub i New Orleans och där började servera Jägermeister.
År 2003 tvingade Jägermeister, under hänvisning till varumärkesintrång, Vin & Sprit att lägga ner tillverkningen av snapsen Jägarbrännvin som lanserats 1997. Domstolen kom fram till att Jägermeisters varumärke har en betydande förvärvad särskiljningsförmåga och åtnjuter ett särskilt omfattande skydd. Högsta domstolen avkunnade den 9 maj 2003 dom (mål nr T 2982-1) till Mast-Jägermeisters förmån.

## Fotnoter
1. ↑  Temperaturen -18 °C anges regelmässigt i Jägermeisters TV-reklam
2. ↑  ”Arkiverade kopian”. Arkiverad från originalet den 23 september 2017. https://web.archive.org/web/20170923051208/https://www.jaegermeister.de/de-de/jaegerpedia/curt-mast/. Läst 15 maj 2015.
3. ↑  http://www.t-online.de/wirtschaft/unternehmen/id_54673326/vom-essig-zum-kultdrink-jaegermeister-auf-erfolgskurs.html
4. ↑  ”Arkiverade kopian”. Arkiverad från originalet den 18 maj 2015. https://web.archive.org/web/20150518092358/http://mast-jaegermeister.co.uk/history/?age-verified=5ac4a35406. Läst 15 maj 2015.
5. ↑  ”Arkiverade kopian”. Arkiverad från originalet den 19 maj 2015. https://web.archive.org/web/20150519082259/http://www.jaegermeister.de/de-de/jaegerpedia/flasche/. Läst 16 maj 2015.
6. ↑  http://www.faz.net/aktuell/gesellschaft/menschen/jaegermeister-erbe-der-gute-enkel-12133011.html Der gute Enkel
7. ↑  Der Mann, der Jägermeister zur Legende machte
8. ↑  „Die Fans habe ich nie gebraucht“
9. ↑  Der Spiegel 16/2002
10. ↑  Högsta domstolens dom mål nr T 2982-01 Arkiverad 9 juli 2011 hämtat från the Wayback Machine.